# Иванов, Андрей Владимирович (пловец)
Андрей Владимирович Иванов (род. 28 мая 1976 года) — российский пловец.

## Карьера
Участник Олимпийских игр 1996 года в Атланте. На дистанции 200 метров брассом не смог отобраться в финал, показав результат 2:15.56. В финале B показал результат 2:14.37.
В 2004 году на чемпионат мира по плаванию на короткой воде завоевал бронзу в комбинированной эстафете 4х100 метров.